# Partito Libertario (Argentina)
Il Partito Libertario (Partido Libertario; PL) è un partito politico di destra in Argentina. È stato fondato il 16 ottobre 2018 e la sua ideologia principale è il libertarismo, con Javier Milei come principale riferimento nel Paese. Ha status giuridico definitivo in 8 distretti, tra cui la Città autonoma di Buenos Aires e le province di Buenos Aires, Catamarca, Corrientes, La Pampa, Mendoza, San Juan e Santa Fe. È uno dei partiti fondatori e membri della coalizione "La Libertà Avanza" (La Libertad Avanza; LLA).
Ha partecipato per la prima volta alle elezioni presidenziali del 2019, sostenendo la candidatura di José Luis Espert alla presidenza. Alle elezioni legislative del 2021 ha fondato il fronte La Libertà Avanza, sostenendo Javier Milei come candidato a deputato nazionale, venendo eletto con il 17% dei voti e ottenendo il suo primo seggio legislativo.
Alle elezioni presidenziali del 2023 ha sostenuto la candidatura di Milei.

## Storia

### Fondazione e primi anni
Il partito è stato fondato nel 2018 da una maggioranza di giovani provenienti da diverse parti del Paese, collegati e raggruppati in reti sociali e gruppi di discussione, simpatizzanti dell'economista mediatico Javier Milei.
Nel marzo 2019, il partito ha ottenuto lo status giuridico definitivo nella provincia di Córdoba, primo nella circoscrizione a ottenerlo, grazie alla notorietà dell'ex partito "Unión Ciudadana", poi convertito nel "Partido Libertario", e presieduto dall'imprenditore Agustín Spaccesi.

### Elezioni 2019
Hanno partecipato (non ufficialmente) 36 alle elezioni presidenziali del 2019, sostenendo il partito "Uniti per la Libertà e la Dignità", che aveva come candidato alla presidenza José Luis Espert. Il risultato è stato molto scarso, arrivando al 6º posto con solo l'1,47% dei voti.
Alle elezioni legislative dello stesso anno, nella provincia di Córdoba, dove il PL aveva uno status giuridico definitivo, fece ufficialmente parte della coalizione distrettuale Frente Despertar, insieme la Unión del Centro Democrático (UCEDE), con Agustín Spaccessi come pre-candidato a deputato nazionale, che alla fine non superò la soglia per superare le primarie (PASO, Primarias, Abiertas, Simultáneas y Obligatorias).

### Elezioni 2021
Nell'aprile 2021, nella Terra del Fuoco, dove il PL aveva un riconoscimento provvisorio, il partito si è sciolto per fondare un altro partito denominato i "Repubblicani Uniti" nel distretto. In seguito avrebbero ottenuto lo status giuridico definitivo.
Alle elezioni legislative del 2021, il Partito Libertario fa parte dell'alleanza elettorale La Libertà Avanza nella città di Buenos Aires, con Javier Milei in testa alla lista e Nicolás Emma (presidente del Partito Libertario di CABA) come terzo candidato a deputato nazionale, dietro a Victoria Villarruel. Alla fine, Milei è stato eletto con il 17% dei voti.32 Il PL ha così ottenuto il suo primo seggio legislativo.
Nella provincia di Buenos Aires, il PL non riuscì a raggiungere un consenso e si divise, sostenendo ufficiosamente due diverse piattaforme elettorali. Da un lato, l'alleanza La Libertà Avanza dell'economista José Luis Espert. Dall'altro, sostenne il partito "Todos por Buenos Aires", con José Ignacio Raffo, all'epoca membro della Junta Promotora del Partido Libertario de PBA, come primo pre-candidato a deputato nazionale. Quest'ultimo non riuscì a superare la soglia di sbarramento alle elezioni primarie, ottenendo 46.489 voti, lo 0,57% dei voti nella Provincia di Buenos Aires.

### Elezioni 2023
Il 18 ottobre 2022, il PL ha ottenuto lo status giuridico definitivo nella provincia di San Juan, diventando il primo distretto a ottenere tale status. Nel frattempo, a novembre dello stesso anno, ha avviato le procedure per il riconoscimento come partito distrettuale nella Terra del Fuoco. Lo stesso è avvenuto a dicembre a San Luis, Neuquén e Corrientes. Il 14 del mese in corso, il partito ha ottenuto lo status giuridico provvisorio nella provincia di Buenos Aires. Il 18 gennaio 2023, il PL ha ottenuto lo status giuridico definitivo nella provincia di Mendoza, diventando la seconda circoscrizione provinciale ad ottenerlo. Il 6 marzo il PL ha ottenuto lo status giuridico provvisorio nella provincia di Corrientes, mentre il 10 marzo ha riacquistato lo status giuridico provvisorio nella provincia di Córdoba, dopo averlo perso nel 2021. Il 9 maggio ha ottenuto lo status giuridico definitivo nella Capitale Federale, terza circoscrizione provinciale ad ottenerlo. Nel mese di giugno, il partito ha ottenuto lo status giuridico definitivo nelle province di Buenos Aires, Catamarca e Santa Fe e quello provvisorio a San Luis.

### Elezioni provinciali
Le autorità provinciali di San Luis e Tucumán hanno deciso di dissociarsi da Milei e la colazione La Libertà Avanza. Nel caso di San Luis, ciò è avvenuto perché la LLA ha scelto come referente politico locale Bartolomé Abdala, fondatore di Proposta Repubblicana (PRO) nella provincia, sostenendo che "non rappresenta le idee di libertà e fa parte della casta politica"; anche se paradossalmente il Partito Libertario ha finito per far parte dell'alleanza Cambia San Luis nella provincia insieme a PRO, che ha vinto le elezioni con il 53,10% dei voti. A Tucumán, invece, si separarono dalla LLA perché si allearono con il partito Fuerza Republicana, guidato da Ricardo Bussi, figlio di Antonio Domingo Bussi, condannato per crimini contro l'umanità. Anche se non hanno partecipato alle elezioni in quella provincia. 52
A Santa Fe, pur non riuscendo a candidarsi ufficialmente, il partito decise di accordarsi con il partito Unite por la Libertad y la Dignidad (UNITE), con la presidente Silvia Malfesi che, insieme ad Amalia Granata, componeva la lista dei deputati provinciali.
A Mendoza ha aderito all'alleanza La Unión Mendocina, insieme al Partito Democratico di Victoria Villarruel e a un settore che ha lasciato Cambia Mendoza, con Omar de Marchi come candidato a governatore.

### Elezioni nazionali
Per le elezioni presidenziali, il Partito Libertario fa ufficialmente parte di La Libertad Avanza, registrato dalle autorità locali del distretto di La Pampa. Per le elezioni legislative, è riuscito a presentare candidati in quattro distretti (PBA, Corrientes, Mendoza e San Juan). Nel caso delle province di Buenos Aires e Corrientes, il partito ha deciso di correre al di fuori della LLA, presentando rispettivamente Sergio Palahy Sosa e Diego Bénitez come candidati al primo deputato nazionale.